# 台西街道
台西街道是中国山东省青岛市市南区人民政府下辖的一个街道，下辖9个社区。
台西街道位于市南区的西部。

## 历史沿革
- 1999年1月，市南区区划调整，台西三路街道办事处[參⁠ 1]与单县路街道办事处合并，台西街道办事处[參⁠ 2]成立。
- 2004年5月，台西街道办事处与原八大峡街道办事处和合署为新八大峡街道办事处[參⁠ 3]，但行政编制维持不变。